# Elvitegravir
Elvitegravir ist eine chemische Verbindung aus der Gruppe der Chinolone und ein Integrasehemmer bei der Behandlung einer HIV-Infektion. Um im Blut eine wirksame Konzentration zu erreichen, wird Elvitegravir gemeinsam mit Cobicistat oder Ritonavir eingesetzt. Die Kombination wird einmal täglich oral eingenommen. 

## Kontraindikationen
Elvitegravir wird durch CYP3A abgebaut. Gegenanzeigen sind Stoffe, die die Genexpression von CYP3A aktivieren, z. B. Rifampicin, Carbamazepin, Phenobarbital, Phenytoin und Hypericin, da diese zu einem verstärkten Abbau von Elvitegravir führen. Elvitegravir wird daneben durch UGT1A1 und UGT1A3 glucuronyliert und anschließend über die Niere ausgeschieden. UGT1A1 und UGT1A3 können durch Ritonavir oder andere HIV-Proteaseinhibitoren gehemmt werden, wodurch die Glucuronylierung gemindert wird und die Konzentration an Elvitegravir ansteigt.

## Handelsnamen
- Vitekta (USA)

Kombinationspräparate
- mit Cobicistat, Emtricitabin und Tenofovirdisoproxil: Stribild (USA,[4][5] EU)
- mit Cobicistat, Emtricitabin und Tenofoviralafenamid: Genvoya (USA,[6] EU)